# Burnley Football Club 1920-1921
Questa pagina raccoglie i dati riguardanti il Burnley Football Club nelle competizioni ufficiali della stagione 1920-1921.

## Maglie e sponsor
| Manica sinistra · Manica sinistra · Maglietta · Maglietta · Manica destra · Manica destra · Pantaloncini · Calzettoni · Calzettoni |

## Rosa
| N. |                        | Ruolo | Calciatore        |
| -- | ---------------------- | ----- | ----------------- |
|    | Inghilterra (bandiera) | P     | Frank Birchenough |
|    | Inghilterra (bandiera) | P     | Jerry Dawson      |
|    | Inghilterra (bandiera) | P     | Len Moorwood      |
|    | Inghilterra (bandiera) | D     | Tommy Boyle       |
|    | Inghilterra (bandiera) | D     | George Douglas    |
|    | Inghilterra (bandiera) | D     | Billy Morgan      |
|    | Inghilterra (bandiera) | D     | Billy Nesbitt     |
|    | Inghilterra (bandiera) | D     | Billy Watson      |
|    | Inghilterra (bandiera) | D     | Walter Weaver     |
|    | Inghilterra (bandiera) | C     | Alf Basnett       |
|    | Inghilterra (bandiera) | C     | Tom Brophy        |
|    | Inghilterra (bandiera) | C     | Cliff Jones       |

| N. |                        | Ruolo | Calciatore     |
| -- | ---------------------- | ----- | -------------- |
|    | Scozia (bandiera)      | C     | Bob McGrory    |
|    | Inghilterra (bandiera) | C     | Len Smelt      |
|    | Inghilterra (bandiera) | C     | Bill Taylor    |
|    | Scozia (bandiera)      | C     | David Taylor   |
|    | Scozia (bandiera)      | A     | Joe Anderson   |
|    | Inghilterra (bandiera) | A     | Benny Cross    |
|    | Inghilterra (bandiera) | A     | Bert Freeman   |
|    | Inghilterra (bandiera) | A     | Bob Kelly      |
|    | Inghilterra (bandiera) | A     | Jack Lane      |
|    | Scozia (bandiera)      | A     | James Lindsay  |
|    | Inghilterra (bandiera) | A     | Eddie Mosscrop |

## Risultati

### FA Charity Shield
| Londra 16 maggio 1921                            | Tottenham | 2 – 0 referto | Burnley | White Hart Lane (18 000 spett.) |
| \| \| \| \| \| Bliss Cantrell \| Marcatori \| \| |           |               |         |                                 |
|                                                  |           |               |         |                                 |
| Bliss Cantrell                                   | Marcatori |               |         |                                 |

## Statistiche

### Andamento in campionato
Luogo, risultato e posizione seguono l'ordine ufficiale delle giornate. 
| Giornata  | 1  | 2  | 3  | 4  | 5  | 6  | 7  | 8  | 9  | 10 | 11 | 12 | 13 | 14 | 15 | 16 | 17 | 18 | 19 | 20 | 21 | 22 | 23 | 24 | 25 | 26 | 27 | 28 | 29 | 30 | 31 | 32 | 33 | 34 | 35 | 36 | 37 | 38 | 39 | 40 | 41 | 42 |
| --------- | -- | -- | -- | -- | -- | -- | -- | -- | -- | -- | -- | -- | -- | -- | -- | -- | -- | -- | -- | -- | -- | -- | -- | -- | -- | -- | -- | -- | -- | -- | -- | -- | -- | -- | -- | -- | -- | -- | -- | -- | -- | -- |
| Luogo     | C  | T  | T  | C  | C  | T  | C  | T  | T  | C  | T  | C  | T  | C  | T  | C  | T  | C  | C  | C  | T  | T  | C  | T  | C  | T  | C  | T  | C  | T  | C  | T  | C  | T  | T  | C  | T  | C  | T  | C  | T  | C  |
| Risultato | P  | P  | P  | V  | V  | N  | V  | N  | V  | V  | V  | V  | V  | V  | N  | V  | N  | V  | V  | V  | N  | V  | V  | V  | V  | N  | V  | N  | V  | N  | V  | N  | V  | P  | V  | V  | P  | N  | N  | N  | P  | N  |
| Posizione | 20 | 22 | 22 | 21 | 15 | 15 | 10 | 11 | 10 | 7  | 6  | 4  | 4  | 2  | 1  | 1  | 1  | 1  | 1  | 1  | 1  | 1  | 1  | 1  | 1  | 1  | 1  | 1  | 1  | 1  | 1  | 1  | 1  | 1  | 1  | 1  | 1  | 1  | 1  | 1  | 1  | 1  |

Fonte: Simpson, p. 152
Legenda:

Luogo: C = Casa; T = Trasferta. Risultato: V = Vittoria; N = Pareggio; P = Sconfitta.